# SOBAプロジェクト
株式会社SOBAプロジェクト（ソーバプロジェクト）は、京都大学およびオムロン株式会社とで始められた研究目的の共同プロジェクトを基盤として設立された株式会社。2000年に発足後、京都大学に加えて東京大学・東京工業大学・早稲田大学・慶應義塾大学の4大学（全部で5大学）と、オムロン株式会社・NTTコムウェア株式会社の2企業が参画し、産学連携プロジェクトとなった。2002年には文部科学省の委託事業に採択され、母体を京都市の第3セクターである財団法人京都高度技術研究所としながら研究活動が行われた。
2004年度で研究プロジェクトは終了したが、その後、その研究成果は企業化された株式会社SOBAプロジェクト(本社・京都市下京区)に引き継がれている。

## 概要
SOBAフレームワークを応用したビジュアルコミュニケーションツールの企画・開発・販売・運用・保守を主に行う。またSOBAフレームワークを利用したWeb会議システム「SOBA mieruka」「SOBA ミエルカ・クラウド」やオンライン個別指導システム「SOBA スクール」の販売を行っている。Web会議システムではHTML5の機能「WebRTC」を採用したり、音声認識を活用した自動議事録作成機能を搭載する等、新しい技術を積極的に取り入れている。

## 略歴
2001年9月、京都大学数理解析研究所の中島玲二教授の研究グループを中心に、慶應義塾大学、東京工業大学、東京大学、早稲田大学の各研究グループとオムロン株式会社の産学協同プロジェクトとして発足の発足表明。同月、α版（評価版）「SOBAフレームワーク」の研究開発に着手。
2002年にα版（評価版）「SOBAフレームワーク」をリリース。同年、エヌ・ティ・ティ・コムウェア株式会社の参加後、文部科学省の協力を得て、3カ年にわたる産学官共同による開発体制が強化され、技術開発が促進。
2003年10月、「SOBAフレームワーク1.1（初版）」を公開。
2005年4月、SOBAに関わる総ての研究成果や思想を継承し、株式会社SOBAプロジェクトとして新組織を発足、事業化する。また、11月には平成17年度民間基盤技術研究促進制度「地域中小企業・ベンチャー重点支援型」の研究開発課題「ユビキタスネット社会を実現するためのVIIC基盤技術に関する研究課題」に採択され、情報通信インフラを有効に活用するための技術提供により、「デジタルデバイドの解消や高齢者にも優しい社会的共通資本と位置づけられるシステムの提供」を理念に開発を進めた。
2006年3月、P2P型テレビ会議システム「SOBA　CITY」の無償サービス提供開始。その間に、遠隔医療支援ソフト「Medical SOBA」を開発し、名古屋大学ほかと実証実験も開始した。同年「SOBA LIVE」を京都高度技術研究所と京都工芸繊維大学の連携によるMOT研修遠隔教育向けに提供する。同年末には高セキュリティのP2P型WEB会議システム「SOBA mieruka」ASPサービスを提供開始した。
2008年、手塚プロダクションの委託を受け、手塚漫画がオンラインで楽しめる「手塚治虫マガジン倶楽部」を開設する。同年、「SOBA CITY」登録ユーザ数が2万人を突破した。
2010年、インターネット個別指導システム「SOBA スクール」を開発、提供開始。浜学園でインターネット個別指導システム「SOBA スクール」が正式採用、双方向通信のWebスクールが開始されるなど教育業界に新しい可能性を提供した。同年、平成22年度戦略的基盤技術高度化支援事業（経済産業省 近畿経済産業局 管内）」の研究開発課題に採択される。
2011年、国際宇宙ステーションの宇宙飛行士古川聡氏との交信イベントに「SOBA mieruka」が採用。
2012年、（公財）日本宇宙少年団主催、国際宇宙ステーションとの中継イベントに「SOBA mieruka 」が採用。長崎県立鳴滝高校で「SOBA mieruka」が採用され、離島と本校を繋ぎ同時に授業を行いICT教育の先駆けとして活躍した。
2013年、インストール不要のクラウド型Web会議「SOBA ミエルカ・クラウド」開発、提供開始。同年、ビジュアルコミュニケーションの基盤技術「SOBAフレームワーク・クラウド」開発、パーツ提供サービス開始。
2015年、「SOBA ミエルカ・クラウド」、 「SOBAフレームワーク・クラウド」がWebRTCに対応する。
2016年、「SOBA ミエルカ・クラウド」において、史上初となるパネルディスカッションの配信を可能としたライブ配信機能をリリース。
2017年、「SOBA ミエルカ・クラウド」において、音声認識機能を活用した自動議事録作成機能をリリース。

## アクセス
- JR嵯峨野線丹波口駅から徒歩5分
- 京都リサーチパーク前バス停、五条千本バス停から徒歩2分
- 京都駅、地下鉄五条駅、阪急西院駅、阪急大宮駅、京阪清水五条駅からのアクセス→ KRP HP「アクセス ■交通のご案内」